# Limnonectes parvus
Limnonectes parvus (tên tiếng Anh: Philippine Small-disked Frog) là một loài ếch trong họ Ranidae. Chúng là loài đặc hữu của Philippines.
Các môi trường sống tự nhiên của chúng là các khu rừng ẩm ướt đất thấp nhiệt đới hoặc cận nhiệt đới, các khu rừng vùng núi ẩm nhiệt đới hoặc cận nhiệt đới, và sông. Loài này đang bị đe dọa do mất môi trường sống.